# Butterfly-Koi

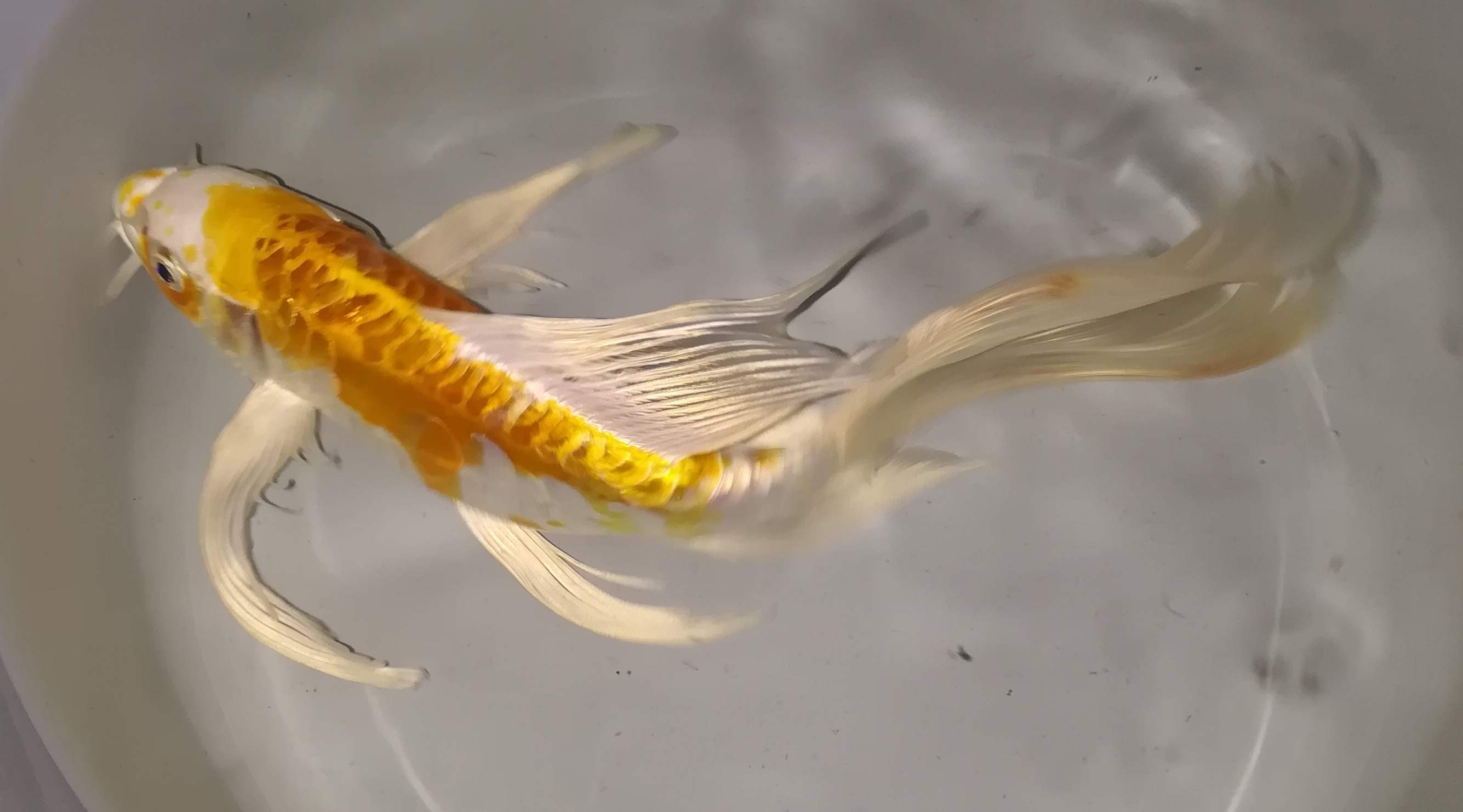
Gelb-weißer Butterfly-Koi

Butterfly-Koi (engl. auch longfin koi, jap. hire naga goi) nennt man eine Zuchtform von Kois, die durch das Einkreuzen langflossiger Karpfenexemplare in bestehende Koivarietäten entstanden sind. Der Körperbau ist schlanker als bei herkömmlichen Koi, ihre Größe liegt bei entsprechenden Haltungsbedingungen bei ungefähr 80 cm. Als Gründe für diese Zuchtform gelten das elegante Erscheinungsbild sowie der Umstand, dass diese Hybrid-Form oft widerstandsfähiger ist als die oft über Jahrzehnte nur untereinander weiter gezüchteten Koi-Varietäten.

## Geschichte
1980 beauftragte der spätere japanische Kaiser Akihito die Saitama Fisheries Experiment Station mit der Zucht langflossiger Koi. Er hatte langflossige Karpfen bereits im Jahr 1962 auf einer Reise nach Indonesien gesehen und regte die Einkreuzung in bestehende Koi-Varietäten an. Ungefähr zeitgleich begann die Blue Ridge Fish Hatchery in den USA mit dem Import langflossiger indonesischer Flusskarpfen und der Verpaarung mit traditionellen Koiformen. Dem Sohn des damaligen Firmeninhabers, Randy LeFever, wird die spontane Namensgebung „Butterfly Koi“ zugeschrieben.
Die ersten kommerziellen Erfolge mit der Zucht dieser Koi gehen auf den japanischen Züchter Atsushi Suda zurück.

## Popularität
In Japan, dem Herkunftsland der Koi, genießen die langflossigen Varianten nur geringes Ansehen. Während japanische und britische Koi-Wettbewerbe gemäß ihrer Vorgaben meist keine Butterfly-Exemplare zulassen, dürfen sie bei vielen US-amerikanischen Wettbewerben innerhalb ihrer jeweiligen Varietät teilnehmen, teilweise wird hier sogar eine Klasse „Best Longfin“ ausgeschrieben. Die weite Verbreitung in den USA hat Butterfly-Koi dort auch den Namen „American Koi“ eingebracht. Auch in Europa werden diese Tiere immer beliebter.

## Haltung
Butterfly-Koi können problemlos mit traditionellen Koi gemeinsam gehalten werden. In ihren Ansprüchen an die Wasserqualität und die Ernährung unterscheiden sie sich nicht von den klassischen Formen. Wegen der längeren Flossen ist besonders auf die Vermeidung von Verletzungsquellen im Teich, wie spitzen Steinen oder Kanten, zu achten.